# 977 (numero)
Novecentosettantasette (977) è il numero naturale dopo il 976 e prima del 978.

## Proprietà matematiche
- È un numero dispari.
- È un numero primo.
  - È un numero primo sexy (imparentato sia con il 971 che con il 983).
  - È un numero primo di Eisenstein.
- È un numero intero privo di quadrati.
- È parte delle terne pitagoriche (248, 945, 977), (977, 477264, 477265).

## Astronomia
- 977 Philippa è un asteroide della fascia principale.
- NGC 977 è una galassia spirale della costellazione della Balena.

## Astronautica
- Cosmos 977 è un satellite artificiale russo.